# La Liga de 2013–14
A La Liga de 2013–14 (conhecida como a Liga BBVA por razões de patrocínio) é a 83ª edição da La Liga. O Atlético de Madrid se sagrou campeão, seguido por Barcelona (2°), Real Madrid (3°) e Athletic Bilbao (4°).

## Promovidos e Rebaixados
| Pos. | Rebaixados da 1.ª Divisão |
| ---- | ------------------------- |
| 18°  | Mallorca                  |
| 19°  | Deportivo La Coruña       |
| 20°  | Zaragoza                  |

| Pos. | Promovidos da Liga Adelante |
| ---- | --------------------------- |
| 1º   | Elche                       |
| 2º   | Villarreal                  |
| 3º   | Almería (play-offs)         |

## Participantes
| Equipe          | Cidade        | Estádio (mando)                     | Capacidade |
| --------------- | ------------- | ----------------------------------- | ---------- |
| Almería         | Almería       | Estadio de los Juegos Mediterráneos | 14.000     |
| Athletic Bilbao | Bilbau        | San Mamés                           | 53.000     |
| Atlético Madrid | Madrid        | Vicente Calderón                    | 54.851     |
| Barcelona       | Barcelona     | Camp Nou                            | 99.784     |
| Betis           | Sevilha       | Benito Villamarín                   | 56.432     |
| Celta de Vigo   | Vigo          | Balaídos                            | 31.800     |
| Elche           | Elche         | Manuel Martínez Valero              | 36.017     |
| Espanyol        | Barcelona     | Cornellà-El Prat                    | 40.500     |
| Getafe          | Getafe        | Coliseum Alfonso Pérez              | 24.000     |
| Granada         | Granada       | Nuevo Los Cármenes                  | 22.500     |
| Levante         | Valência      | Ciutat de València                  | 25.534     |
| Málaga          | Málaga        | La Rosaleda                         | 35.530     |
| Osasuna         | Pamplona      | El Sadar                            | 30.187     |
| Rayo Vallecano  | Madrid        | Vallecas Campo de Futebol           | 15.000     |
| Real Madrid     | Madrid        | Santiago Bernabéu                   | 80.354     |
| Real Sociedad   | San Sebastián | Anoeta                              | 32.200     |
| Sevilla         | Sevilha       | Ramón Sánchez Pizjuán               | 45.500     |
| Valencia        | Valência      | Mestalla                            | 55.000     |
| Real Valladolid | Valladolid    | Nuevo José Zorrilla                 | 26.512     |
| Villarreal      | Vila-real     | El Madrigal                         | 27.457     |

## Classificação
| Pos. | Equipes            | Pts | J  | V  | E  | D  | GP  | GC | SG  | Classificação ou rebaixamento                               |
| ---- | ------------------ | --- | -- | -- | -- | -- | --- | -- | --- | ----------------------------------------------------------- |
| 1    | Atlético de Madrid | 90  | 38 | 28 | 6  | 4  | 77  | 26 | 51  | Liga dos Campeões 2014–15                                   |
| 2    | Barcelona          | 87  | 38 | 27 | 6  | 5  | 100 | 33 | 67  | Liga dos Campeões 2014–15                                   |
| 3    | Real Madrid        | 87  | 38 | 27 | 6  | 5  | 104 | 38 | 66  | Liga dos Campeões 2014–15                                   |
| 4    | Athletic Bilbao    | 70  | 38 | 20 | 10 | 8  | 66  | 39 | 27  | Play-offs da Liga dos Campeões da UEFA de 2014–15           |
| 5    | Sevilla            | 63  | 38 | 18 | 9  | 11 | 69  | 52 | 17  | Fase de Grupos da Liga Europa da UEFA de 2014–15            |
| 6    | Villarreal         | 59  | 38 | 17 | 8  | 13 | 60  | 44 | 16  | Terceira Pré-Eliminatória da Liga Europa da UEFA de 2014–15 |
| 7    | Real Sociedad      | 59  | 38 | 16 | 11 | 11 | 62  | 55 | 7   | Play-offs da Liga Europa da UEFA de 2014–15                 |
| 8    | Valencia           | 49  | 38 | 13 | 10 | 15 | 51  | 53 | −2  |                                                             |
| 9    | Celta de Vigo      | 49  | 38 | 14 | 7  | 17 | 49  | 54 | –5  |                                                             |
| 10   | Levante            | 48  | 38 | 12 | 12 | 14 | 35  | 43 | −8  |                                                             |
| 11   | Málaga             | 45  | 38 | 12 | 9  | 17 | 39  | 46 | –7  |                                                             |
| 12   | Rayo Vallecano     | 43  | 38 | 13 | 4  | 21 | 46  | 80 | –34 |                                                             |
| 13   | Getafe             | 42  | 38 | 11 | 9  | 18 | 35  | 54 | –19 |                                                             |
| 14   | Espanyol           | 42  | 38 | 11 | 9  | 18 | 41  | 51 | −10 |                                                             |
| 15   | Granada            | 41  | 38 | 12 | 5  | 21 | 32  | 56 | –24 |                                                             |
| 16   | Elche              | 40  | 38 | 9  | 13 | 16 | 30  | 50 | –20 |                                                             |
| 17   | Almería            | 40  | 38 | 11 | 7  | 20 | 43  | 71 | –28 |                                                             |
| 18   | Osasuna            | 39  | 38 | 10 | 9  | 19 | 32  | 62 | –30 | Zona de rebaixamento à Liga Adelante de 2014–15             |
| 19   | Valladolid         | 36  | 38 | 7  | 15 | 16 | 38  | 60 | –22 | Zona de rebaixamento à Liga Adelante de 2014–15             |
| 20   | Betis              | 25  | 38 | 6  | 7  | 25 | 36  | 78 | −42 | Zona de rebaixamento à Liga Adelante de 2014–15             |

## Desempenho
Clubes que lideraram o campeonato ao final de cada rodada:
| Rodadas | Rodadas | Rodadas | Rodadas | Rodadas | Rodadas | Rodadas | Rodadas | Rodadas | Rodadas | Rodadas | Rodadas | Rodadas | Rodadas | Rodadas | Rodadas | Rodadas | Rodadas | Rodadas | Rodadas | Rodadas | Rodadas | Rodadas | Rodadas | Rodadas | Rodadas | Rodadas | Rodadas | Rodadas | Rodadas | Rodadas | Rodadas | Rodadas | Rodadas | Rodadas | Rodadas | Rodadas | Rodadas |
| ------- | ------- | ------- | ------- | ------- | ------- | ------- | ------- | ------- | ------- | ------- | ------- | ------- | ------- | ------- | ------- | ------- | ------- | ------- | ------- | ------- | ------- | ------- | ------- | ------- | ------- | ------- | ------- | ------- | ------- | ------- | ------- | ------- | ------- | ------- | ------- | ------- | ------- |
| 1       | 2       | 3       | 4       | 5       | 6       | 7       | 8       | 9       | 10      | 11      | 12      | 13      | 14      | 15      | 16      | 17      | 18      | 19      | 20      | 21      | 22      | 23      | 24      | 25      | 26      | 27      | 28      | 29      | 30      | 31      | 32      | 33      | 34      | 35      | 36      | 37      | 38      |
| FCB     | FCB     | FCB     | ATM     | FCB     | FCB     | FCB     | FCB     | FCB     | FCB     | FCB     | FCB     | FCB     | FCB     | FCB     | FCB     | FCB     | FCB     | FCB     | FCB     | FCB     | ATM     | FCB     | FCB     | RMD     | RMD     | RMD     | RMD     | ATM     | ATM     | ATM     | ATM     | ATM     | ATM     | ATM     | ATM     | ATM     | ATM     |

## Estatísticas
| Pos. | Jogador           | Equipe             | Gols |
| ---- | ----------------- | ------------------ | ---- |
| 1    | Cristiano Ronaldo | Real Madrid        | 31   |
| 2    | Lionel Messi      | Barcelona          | 28   |
| 3    | Diego Costa       | Atlético de Madrid | 27   |
| 4    | Alexis Sánchez    | Barcelona          | 19   |
| 5    | Karim Benzema     | Real Madrid        | 17   |
| 6    | Aritz Aduriz      | Athletic Bilbao    | 16   |
| 6    | Antoine Griezmann | Real Sociedad      | 16   |
| 6    | Carlos Vela       | Real Sociedad      | 16   |
| 9    | Gareth Bale       | Real Madrid        | 15   |
| 9    | Kevin Gameiro     | Sevilla            | 15   |
| 9    | Javi Guerra       | Valladolid         | 15   |
| 9    | Pedro Rodríguez   | Barcelona          | 15   |
| 13   | Nolito            | Celta de Vigo      | 14   |
| 13   | Carlos Bacca      | Sevilla            | 14   |
| 13   | Ikechukwu Uche    | Villarreal         | 14   |

| Pos. | Jogador           | Equipe             | Assists. |
| ---- | ----------------- | ------------------ | -------- |
| 1    | Ángel Di María    | Real Madrid        | 17       |
| 2    | Koke              | Atlético de Madrid | 13       |
| 2    | Cesc Fàbregas     | Barcelona          | 13       |
| 4    | Gareth Bale       | Real Madrid        | 12       |
| 4    | Carlos Vela       | Real Sociedad      | 12       |
| 4    | Markel Susaeta    | Athletic Bilbao    | 12       |
| 7    | Lionel Messi      | Barcelona          | 11       |
| 8    | Ivan Rakitić      | Sevilla            | 10       |
| 8    | Alexis Sánchez    | Barcelona          | 10       |
| 10   | Karim Benzema     | Real Madrid        | 9        |
| 10   | Cristiano Ronaldo | Real Madrid        | 9        |

### Hat-tricks
| Jogador            | Para            | Contra         | Resultado | Data                    |
| ------------------ | --------------- | -------------- | --------- | ----------------------- |
| Lionel Messi       | Barcelona       | Valencia       | 3–2       | 1 de setembro de 2013   |
| Mounir El Hamdaoui | Málaga          | Rayo Vallecano | 5–0       | 15 de setembro de 2013  |
| Pedro              | Barcelona       | Rayo Vallecano | 4–0       | 21 de setembro de 2013  |
| Cristiano Ronaldo  | Real Madrid     | Sevilla        | 7–3       | 30 de outubro de 2013   |
| Youssef El-Arabi   | Granada         | Málaga         | 3–1       | 8 de novembro de 2013   |
| Cristiano Ronaldo  | Real Madrid     | Real Sociedad  | 5–1       | 9 de novembro de 2013   |
| Carlos Vela4       | Real Sociedad   | Celta de Vigo  | 4–3       | 23 de novembro de 2013  |
| Sergio García      | Espanyol        | Rayo Vallecano | 4–1       | 24 de novembro de 2013  |
| Gareth Bale        | Real Madrid     | Valladolid     | 4–0       | 30 de novembro de 2013  |
| Jonas              | Valencia        | Osasuna        | 3–0       | 1 de dezembro de 2013   |
| Javi Guerra        | Valladolid      | Celta de Vigo  | 3–0       | 16 de dezembro de 2013  |
| Pedro              | Barcelona       | Getafe         | 5–2       | 22 de dezembro de 2013  |
| Alexis Sánchez     | Barcelona       | Elche          | 4–0       | 5 de janeiro de 2014    |
| Ikechukwu Uche     | Villarreal      | Rayo Vallecano | 5–2       | 6 de janeiro de 2014    |
| Aritz Aduriz       | Athletic Bilbao | Granada        | 4–0       | 28 de fevereiro de 2014 |
| Lionel Messi       | Barcelona       | Osasuna        | 7–0       | 16 de março de 2014     |
| Lionel Messi       | Barcelona       | Real Madrid    | 4–3       | 23 de março de 2014     |

## Prêmios
|                          | Jogador           | Equipe             |
| ------------------------ | ----------------- | ------------------ |
| Melhor jogador           | Cristiano Ronaldo | Real Madrid        |
| Melhor treinador         | Diego Simeone     | Atlético de Madrid |
| Melhor goleiro           | Keylor Navas      | Real Madrid        |
| Melhor defensor          | Sergio Ramos      | Real Madrid        |
| Melhor meia(s)           | Luka Modrić       | Real Madrid        |
| Melhor meia(s)           | Andrés Iniesta    | Barcelona          |
| Melhor atacante          | Cristiano Ronaldo | Real Madrid        |
| Jogador revelação        | Rafinha           | Celta de Vigo      |
| Melhor jogador americano | Carlos Bacca      | Sevilla            |
| Melhor jogador africano  | Yacine Brahimi    | Granada            |

### Troféu Alfredo Di Stéfano
O Troféu Alfredo Di Stéfano é um prêmio atribuído pelo jornal esportivo Marca para o melhor jogador do Campeonato Espanhol (La Liga).
| Temporada | Vencedor          | Equipe      |
| --------- | ----------------- | ----------- |
| 2013–14   | Cristiano Ronaldo | Real Madrid |

### Troféu Pichichi
O Pichichi é um prêmio entregue ao final de cada temporada da La Liga pelo jornal espanhol Marca ao artilheiro do campeonato.
| Pos. | Jogador           | Equipe      | GM | Jogos | Média |
| ---- | ----------------- | ----------- | -- | ----- | ----- |
| 1º   | Cristiano Ronaldo | Real Madrid | 31 | 30    | 1.03  |
| 2º   | Lionel Messi      | Barcelona   | 28 | 31    | 0.9   |